# Winterbourne (Wiltshire)
Winterbourne è una parrocchia civile della contea del South Wiltshire che si trova a circa 4 miglia a nord di Salisbury, Sud Ovest dell'Inghilterra, Regno Unito.

## Geografia

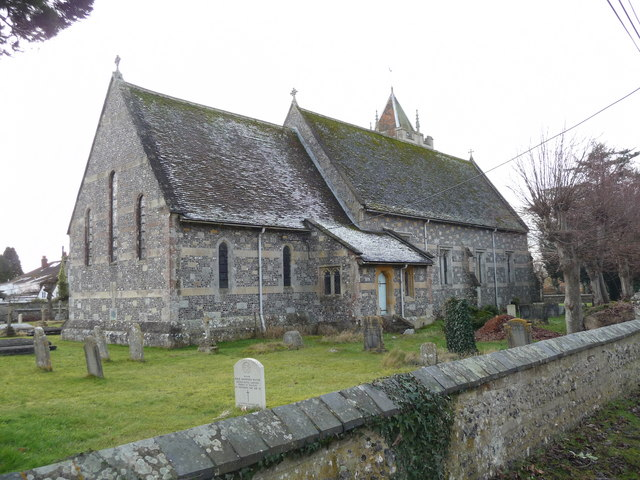
Chiesa di San Michele e di Tutti i Santi a Winterbourne Earls

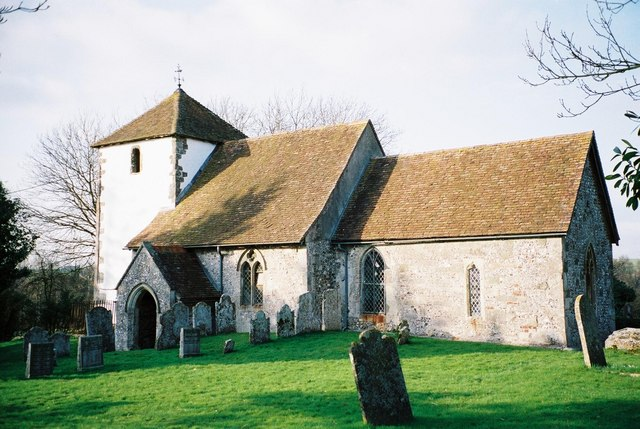
Chiesa della Santa Vergine Maria a Winterbourne Gunner

Nel territorio vi sono i tre villaggi di Winterbourne Gunner, Winterbourne Dauntsey, Winterbourne Earls e il borgo di Hurdcott. La zona si trova nella valle del fiume Bourne (precedentemente noto come Winterbourne), il terreno presenta vari affioramenti di gesso, il sottosuolo è calcareo e vi si trovano a est campi aperti con piccole aree boschive.

## Storia
La moderna parrocchia civile di Winterbourne è stata creata nel 1934 unendo quelle di Winterbournes Earl, Dauntsey e Gunner. Si trova nel sud-ovest del Wiltshire, 3,5 miglia a nord-est di Salisbury. Il nome di Winterbourne viene da quello del vecchio fiume chiamato così perché nel suo corso superiore spesso si prosciuga in estate per poi tornare a scorrere in inverno. La zona di Figsbury Ring sul lato orientale della ferrovia è un forte collinare risalente all'età del ferro e altri reperti archeologici, che includono siti di sepoltura, quattro dei quali si trovano sul confine. Winterbourne Earls, dopo la Riforma, ha cambiato proprietario solo due volte. Nel 1551 era proprietà dei vescovi di Salisbury che la affittarono alla famiglia Nicholas. Nel 1799 passò alla famiglia Fort che la mantenne fino alla metà del XX secolo. Winterbourne Dauntsey fu tenuta dalla famiglia Dauntsey dal 1163 al 1493. Poi cambiò proprietario diverse volte fino al 1845, quando fu acquistata da George Burtt, che la tenne fino al 1930 circa. Winterbourne Gunner prende il nome da una donna morta nel 1248. Dal 1676 il maniero è stato tenuto dagli Elliott, poi dai Templeman e infine dagli Evans. Negli anni sessanta del XIX secolo c'erano sei luoghi di culto a Winterbourne poiché ogni comunità aveva una propria chiesa e una cappella. Di questi luoghi di culto sono rimasti solo due chiese e una cappella.

## Monumenti e luoghi d'interesse
Nel territorio di Winterbourne sono stati e sono presenti vari luoghi degni di attenzione come La chiesa parrocchiale di San Michele a Winterbourne Earls, la chiesa di Santa Maria del XII secolo a Winterbourne Gunner, la Manor House a Dauntsey che fu costruita intorno al 1720. La chiesa a Winterbourne Dauntsey, risalente al XIV secolo, fu demolita nel 1867, quando si unì a Winterbourne Earls e da quel momento i loro fedeli per seguire le funzioni religiose si spostarono in quell'abitato. La cappella metodista di Winterbourne Earls, costruita intorno al 1843 e chiusa nel 1967. La cappella di Dauntsey, che fu costruita nel 1799 come Independent Meeting House, ma in seguito divenne una cappella metodista. Chiuse negli anni cinquanta. Ci sono inoltre molti esempi di cottage del XVII e del XVIII secolo ancora presenti.
- Chiesa di San Michele e di Tutti i Santi. Chiesa parrocchiale a Winterbourne Earls. Dal 29 maggio 1987 è un monumento classificato di secondo grado per il suo particolare interesse storico e architettonico. Fu costruita nel 1867 da T.H. Wyatt e incorpora frammenti di chiese precedenti di Winterbourne Earls e Dauntsey.[6][7]
- Chiesa della Santa Vergine Maria. Chiesa parrocchiale anglicana, fu fondata nel XIII secolo e ricostruita negli anni ottanta del XIX secolo. Dal 18 febbraio 1958 è un monumento classificato di primo grado per il suo particolare interesse storico e architettonico.[8][9]
- Cappella di Winterbourne Gunner, fu costruita nel 1818 ed è ancora aperta al culto.
- Manor House a Dauntsey, fu costruita intorno al 1720. Ha tre piani e un seminterrato, ed è stata costruita in mattoni irregolari di tipo fiammingo. All'interno ci sono tre sale di ricevimento, sette camere da letto e tre bagni.
- Manor Farmhouse a Earls, che fu costruita nel XVI e XVII secolo in mattoni intrecciati in selce.
- Manor House a Gunner, che è della metà del XIX secolo ma incorpora frammenti di edifici precedenti. Fa parte di una fattoria del XVII secolo con edifici agricoli, tra cui un fienile e un granaio. Nel 1980 era ancora in condizioni di lavoro. Nel 1924 la ruota del mulino fu rimossa e sostituita con una turbina. Gli abitanti del villaggio venivano qui per caricare le batterie della radio.
- Casa a Hurdcott, nota come The Poplars, era una fabbrica di spazzole nel XIX secolo. In origine potrebbe essere stata un mulino ad acqua.
- Area naturale di Winterbourne Downs. Nel territorio calcareo e collinare del Wiltshire la riserva naturale contiene habitat ricchi di fauna selvatica un tempo tipici della maggior parte delle fattorie locali e che per fornivano un rifugio sicuro per molta fauna e una grande varietà di piante e insetti amanti del suolo gessoso. La fauna selvatica sta arricchendosi di allodole, pavoncelle, zigoli gialli, fanelli, pernici grigie, capinere, sterpazzole, barbagianni e la farfalla Brown Hairstreak.[1][2][3]